# 스메타나

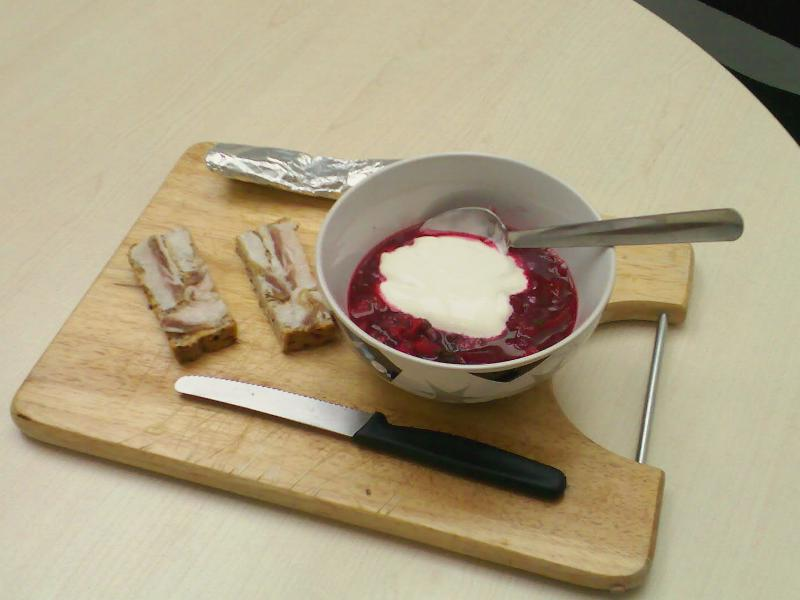
스메타나를 넣은 우크라이나의 보르시

스메타나(smetana, 러시아어: сметана 스메타나[*], 우크라이나어: сметана 스메타나[*], 벨라루스어: сметана 스먀타나, 폴란드어: śmietana 시미에타나[*])는 중앙유럽과 동유럽 등이 기원인 사워 크림의 일종이다. 헝가리에서는 테이푈(헝가리어: tejföl)이라고 부른다. 보통 사워 크림을 스메타나라고 부르기도 한다. 보르시, 시(러시아어: щи), 펠메니(러시아어: пельмени), 블리니(러시아어: блины), 바레니키(우크라이나어: вареники) 등 취향에 따라 많은 요리에 넣어 먹는다. 특징은 호기성세균과 혐기성세균이 공존해서 발효시킨다는 점이다.
스메타나는 비교적 저온에서도 발효가 진행돼서, 일반적인 유산균 요거트처럼 온도를 높이지 않아도 만들 수 있다. 또한 저온을 유지하기 때문에 잡균이 번식하기 어렵다. 반면에 유통 과정에서 발효가 진행되어 발생한 가스가 밀봉 용기를 폭발하게 할 우려가 있어서 용기는 공기 구멍이 있는 것이 사용된다. 영양가에 있어서, 다른 요거트와 특별한 차이는 없다.

## 같이 보기
- 크렘 프레슈
- 여과 요거트